# Caligus chelifer
Caligus chelifer (лат.) — вид веслоногих раков из отряда Siphonostomoida. Эктопаразиты морских рыб, заражающие довольно широкий круг хозяев, в первую очередь представителей семейства сельдевых (Clupeidae). Половозрелые особи достигают в длину 4—6,5 мм. Известны по немногочисленным экземплярам, собранным в Западной Атлантике.

## История изучения
Вид описал в 1905 году американский карцинолог Чарльз Уилсон по нескольким самкам, обнаруженным на рыбах из трёх разных семейств. Видовой эпитет chelifer («несущий клещи») был дан в связи с необычной для представителей рода Caligus особенностью — наличием клешней на второй паре ногочелюстей. В 1972 году польский исследователь Збигнев Кабата опубликовал первые достоверные сведения по строению самцов, а также произвёл повторное описание самок, в некоторых деталях отличающееся от данных Уилсона.